# The Manhattan Transfer Live (1978)
The Manhattan Transfer Live è il primo album dal vivo del gruppo vocale statunitense The Manhattan Transfer, pubblicato nel 1978 dalla Atlantic Records.

## Il disco
L'album fu registrato in Inghilterra nella primavera del 1978 durante la tournée europea per il lancio di Pastiche. La registrazione coglie l'entusiasmo suscitato dai Manhattan Transfer che stavano vivendo un momento di grande popolarità in Europa, dove la formula del revival della musica americana degli anni cinquanta e sessanta era molto apprezzata. Lo spettacolo dei Manhattan Transfer, di cui la registrazione permette di apprezzare lo spirito originale,  spaziava dal cabaret, al musical, al jazz, al doo wop secondo la formula che alcuni critici statunitensi avevano definitivo "cabaret rock" o "cabaret art deco".
The Manhattan Transfer Live è l'ultimo disco del gruppo con Laurel Massé che, dopo un rovinoso incidente automobilistico, decise di dedicarsi alla carriera da solista.
Oltre ai principali successi dei primi album (Operator, Chanson d'amour, Tuxedo Junction, Java Jive) e alle canzoni tratte dal nuovo album in studio (Four Brothers, Walk In Love, On a Little Street in Singapore, Je Voulais), il disco contiene anche diversi inediti, cover di vecchi successi del passato.
Nel disco i quattro sono accompagnati dalla prima incarnazione della The Manhattan Transfer Band, la formazione strumentale stabile che gli affiancherà per quasi tutta la loro carriera, inizialmente diretta da Dave Wallace e in seguito da Yaron Gershovsky, e da una sezione di fiati britannica ingaggiata per la tournée inglese.
L'album ebbe un notevole successo in Europa, mercato per il quale era stato realizzato. Nel Regno Unito raggiunse la quarta posizione della classifica di vendita nel novembre del 1978 rimanendo in classifica per 17 settimane ed arrivò alla decima posizione in Norvegia.

## Tracce
1. That Cat is High - (J.M. Williams) - 3:15
2. Snootie Little Cutie - (Bob Troup) - 3:19
3. Four Brothers - (Jimmy Giuffre, Jon Hendricks) - 3:56
4. On a Little Street in Singapore - (Billy Hill, Peter De Rose) - 3:36
5. Java Jive - (Milton Drake, Ben Oakland) - 2:54
6. Walk in Love - (David Batteau, John Klemmer) - 3:20
7. Chanson d'amour - (Wayne Shanklin) - 2:36
8. Speak Up Mambo (Cuentame) - (Al Castellanos) - 3:21[4]
9. 15 Minute Intermission - (Sonny Skylar) - 1:36
10. In the Dark	 - (Lil Green, Bill Broonzy) - 4:14
11. Je voulais (Te dire que je t'attends) - (Michel Jonasz, Pierre Grosz) - 4:49
12. Sunday - (Jule Styne, Chester Cohn, Bennie Kreuger, Ned Miller)) -  - 0:41
13. Candy - (Mark David, Joan Whitney, Alex Kramer) - 3:35
14. Well, Well, Well - (T. Shand, B. Moll, D. Robertson) - 1:52
15. Freddy Morris Monologue - (Alan Paul) - 1:07
16. Bacon Fat - (Andre Williams) - 3:33
17. Turn Me Loose - (Doc Pomus, Mort Shuman) - 2:50
18. Operator - (William Spivery) - 3:52
19. Tuxedo Junction - (Buddy Fayne, William Johnson, Julian Dash, Erskine Hawkins) - 3:01

## Formazione
- The Manhattan Transfer - voce
  - Tim Hauser
  - Laurel Massé
  - Alan Paul
  - Janis Siegel
- The Man Tran Band
  - Wayne Johnson - chitarra
  - Michael Schnoebelen - basso elettrico e contrabbasso
  - Don Roberts - sassofono e flauto
  - Peter Johnson - batteria
  - Dave Wallace - tastiere
- David Katz - direzione
- Tony Fisher, Bobby Haughey, Ronnie Hughes, Derek Watkins - tromba
- Derek Grossmith, Eddie Mordue, Keith Bird, Stan Sultzman - sassofono
- Cliff Hardie, David Horler - trombone
- Geof Perkins - trombone basso

## Edizioni
- 1978 – LP, Atlantic Records W/K 50540, Europa
- 1978 – LP, Atlantic Records SD 19218
- 1979 – LP, Mobile Fidelity Sound Lab MFSL 1-022, USA
- 2005 – CD, Wounded Bird Records WOU-540, USA

Il disco non è stato pubblicato originariamente negli Stati Uniti, tuttavia il numero di catalogo SD 19218, appartenente alla serie SD 19100 della Atlantic Records per le pubblicazioni originali statunitensi, è stato utilizzato per alcune edizioni locali, come in Svezia e in Australia. Negli Stati Uniti l'album fu pubblicato su LP nel 1979 dalla Mobile Fidelity Sound Lab, in una edizione per collezionisti sotto la denominazione Original Master Recording (dischi realizzati a partire dai master originali). Per molti anni, fino al 2005, The Manhattan Transfer Live è stato l'unico disco del gruppo mai ristampato su CD.
La copertina delle edizioni standard della Atlantic Records, definita da Janis Siegel «la peggior copertina della storia (forse solo dopo Mecca for Moderns e Coming Out)», è un disegno in stile cartoon dei quattro membri del gruppo, ed è stata riutilizzata per la riedizione su CD della Wounded Bird Records del 21 giugno 2005, mentre quella della edizione Mobile Fidelity Sound Lab è una fotografia che ritrae la silhouette del gruppo in penombra (fotografia presente nella busta interna della versione Atlantic).